# 光傳寺 (横浜市)
光傳寺（こうでんじ）は、神奈川県横浜市金沢区にある浄土宗の寺院。

## 歴史
1573年（天正元年）、長野六右衛門の開基である。長野六右衛門は誤って阿弥陀如来像の首を刎ねてしまい、その首を草庵の中に安置し供養していた。そして霊夢のお告げにより胴体だけの仏像を貰い、首を繋いで一体の仏像にして、これを本尊とする寺を創建した。
以前の境内はもっと広かった。そこには「地運山蔵光院」という地蔵堂があった。明治初期に焼失し、中にあった地蔵菩薩像は本堂に移された。この像は神奈川県の重要文化財に指定されている。

## 文化財
- 木造地蔵菩薩立像（神奈川県指定重要文化財 昭和41年7月19日指定）[3]

## 交通アクセス
- 金沢八景駅より徒歩15分。